# Hangyalesők
A hangyalesők (Myrmeleontidae) a rovarok osztályába sorolt recésszárnyúak (Neuroptera) rendjének egyik családja. Nevüket egyes fajok lárváinak életmódjáról kapták.

## Származása, elterjedése

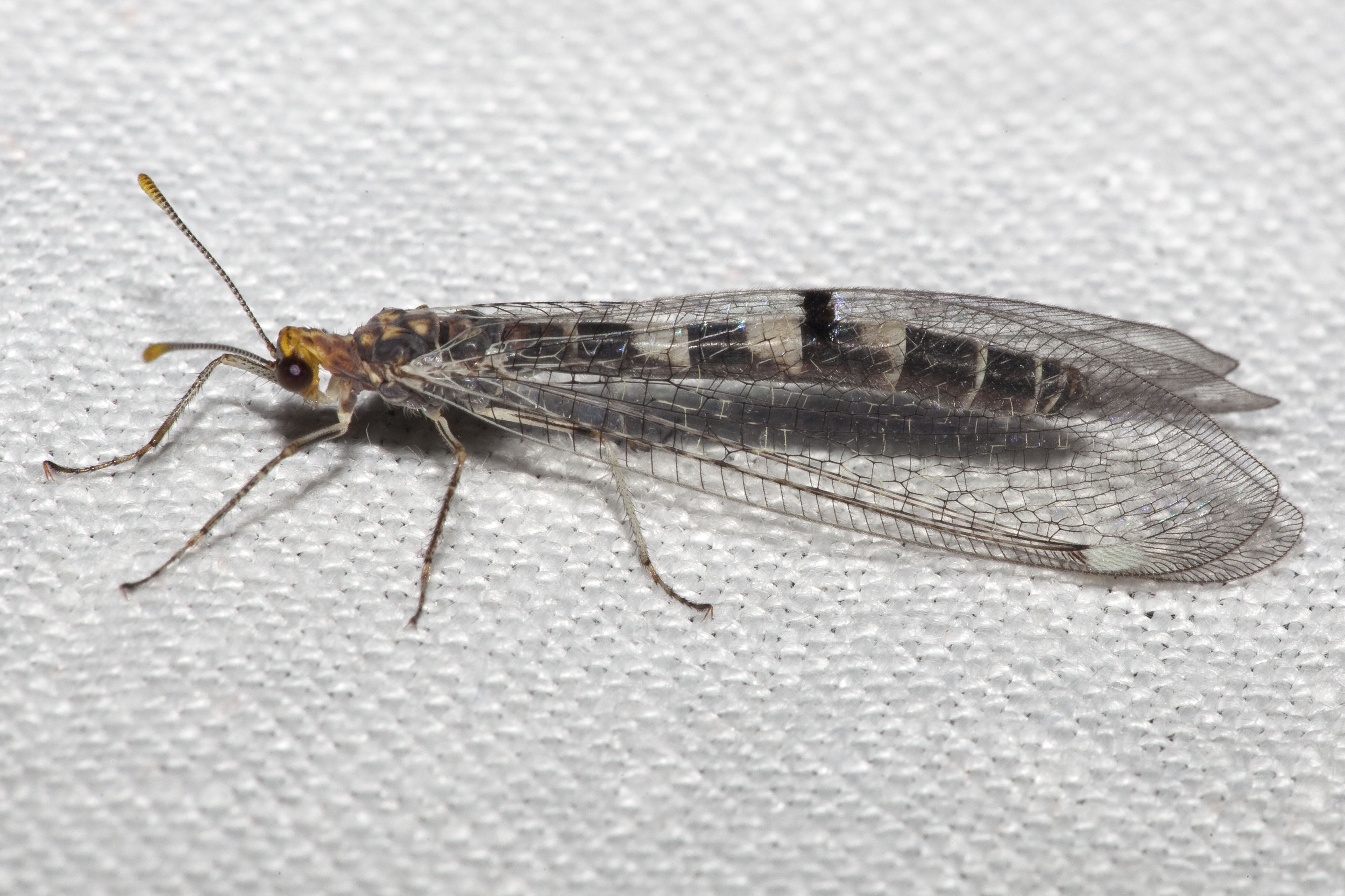
Megistopus flavicornis Dunabogdányban

A család kb. 1500 faja közül 12-t Magyarországon is kimutattak. Gyakoribb, Magyarországon is élő fajok:
- foltos hangyaleső (Euroleon nostras),
- sárgalábú hangyaleső (Megistopus flavicornis),
- hangyafarkas (Myrmecaelurus trigrammus),
- négyfoltos hangyaleső (Distoleon tetragrammicus).

## Megjelenésük
Nagy termetű rovarok, alakjuk a szitakötőkére emlékeztet, de csápjuk hosszabb és bunkós. A hímek potrohának végén nagy fogókészülék van. Szárnyaikat nyugalmi helyzetben potrohuk mellé fektetik.

## Életmódjuk
Az imágók többnyire alkonyatkor és éjszaka aktív ragadozók, bár vannak nappal repülő fajok is. A szitakötőknél sokkal lassabban, csapongva repülve vadásznak a növényzetben megbúvó apró rovarokra. Szájszervük rágó.

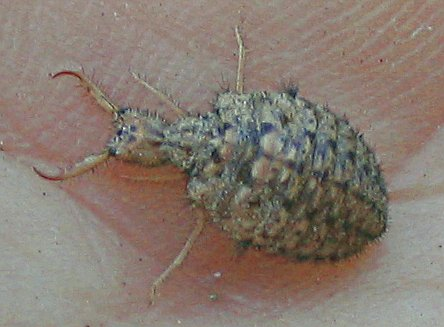
Hangyaleső lárva

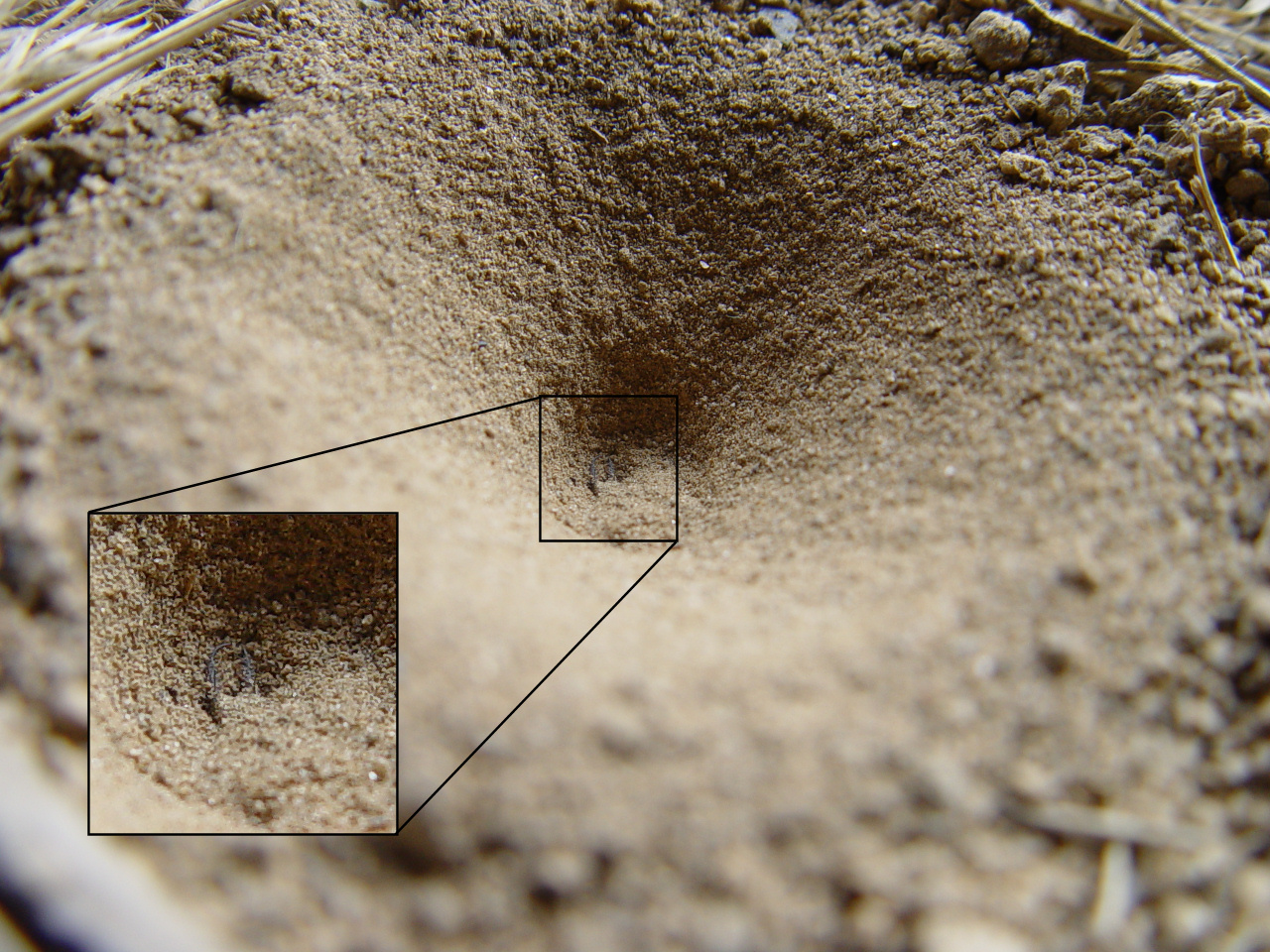
Fogótölcsér, a rejtőzködő vadásszal

A lárva rágója és állkapcsa megnyúlik, bepödrődik, így sarló alakú csővé alakulnak: a lárva ezzel szívja ki áldozatának testnedveit. Egyes fajok lárvái a homokos talajban fogótölcsért ásnak. Az ebbe betévedő hangya (vagy más, kisebb ízeltlábú) nem tud kikapaszkodni, mert a lárva a tölcsér aljáról homokszemekkel bombázza, és ettől a lába alól is kigurul a laza homok, hogy a hangyával együtt a tölcsér aljára omoljon, ahol a hangyaleső várja. A tölcsér aljára lesodródó hangyát gyorsan ható méreggel bénítja meg, majd kiszívja nedveit. Más fajok lárvái nem készítenek fogótölcsért, csak rejtőznek a homokban. Megint mások korhadékban, fák repedéseiben élnek és vadásznak.

## Alcsaládjaik
- Acanthaclisinae
- Brachynemurinae
- Dendroleontinae
- Dimarinae
- Echthromyrmicinae
- Glenurinae
- Myrmecaelurinae
- Myrmeleontinae
- Nemoleontinae
- Palparinae
- Pseudimarinae
- Stilbopteryginae

## Magyarországi fajok
- pusztai hangyaleső (Acanthaclisis occitanica)
- párducfoltos hangyaleső (Dendroleon pantherinus)
- kis hangyaleső (Neuroleon nemausiensis)
- négyfoltos hangyaleső (Distoleon tetragrammicus)
- rozsdás hangyaleső (Creoleon plumbeus)
- hangyafarkas (Myrmecaelurus trigrammus)
- kunsági hangyafarkas (Myrmecaelurus punctulatus)
- közönséges hangyaleső (Myrmeleon formicarius)
- parti hangyaleső (Myrmeleon inconspicuus)
- északi hangyaleső (Myrmeleon bore)
- foltos hangyaleső (Euroleon nostras)
- kétfoltos hangyaleső (Megistopus flavicornis)